# Михайловский сельский округ (Акмолинская область)
Миха́йловский се́льский окру́г (каз. Михайлов ауылдық округі) — административная единица в составе Аршалынского района Акмолинской области.
Административный центр — село.

## География
Административно-территориальное образование расположено в северо-восточной части Аршалынского района. В состав сельского округа входит 3 населённых пункта.
Граничит с землями административных единиц:
- Сарыобинский сельский округ — на северо-западе,
- Ерейментауский район — на северо-востоке, востоке,
- Константиновский сельский округ — на юго-востоке,
- сельский округ Турген — на юге,
- Волгодоновский сельский округ — на западе.

Территория сельского округа расположена на казахском мелкосопочнике, в предгорьях гор Ерейментау. Рельеф местности в основном представляет из себя равнину с малыми возвышенностями. Перепад высот незначительны; средняя высота округа — около 430 метров над уровнем моря.
Гидрографическая сеть округа представлена рекой Мойылды, озерами Шеркал, Солёное, Курколь, Токсары и другими. Имеется возвышенность «Каракола».
Климат холодно-умеренный, с хорошей влажностью. Среднегодовая температура воздуха положительная и составляет около +3,6°С. Среднемесячная температура воздуха в июле достигает +19,6°С. Среднемесячная температура января составляет около -14,6°С. Среднегодовое количество осадков составляет около 440 мм. Основная часть осадков выпадает в период с мая по август.
Через территорию сельского округа с севера на юг проходит автодорога областного значения — КС-2 «Ерейментау — Еркиншилик — Аршалы»

## История
В 1989 году существовал как — Михайловский сельсовет (сёла Михайловка, Николаевка, Ольгинка).
В периоде 1991—1998 годов, Михайловский сельсовет был преобразован в сельский округ.

## Население
| Численность населения | Численность населения | Численность населения |
| 1989                  | 1999                  | 2009                  |
| --------------------- | --------------------- | --------------------- |
| 2665                  | ↘2261                 | ↘1850                 |

## Состав
| № | Населённый пункт | Тип населённого пункта       | Население, 1989 | Население, 1999 | Население, 2009 |
| - | ---------------- | ---------------------------- | --------------- | --------------- | --------------- |
| 1 | Михайловка       | село, административный центр | 1 659           | 1 428           | 1 212           |
| 2 | Николаевка       | село                         | 558             | 437             | 337             |
| 3 | Ольгинка         | село                         | 447             | 396             | 301             |

## Местное самоуправление
Аппарат акима Михайловского сельского округа — село Михайловка, улица Абая Кунанбаева, 9.
- Аким сельского округа — Сулейменова Галия Тиллекалимовна[1].